# Fort Lauderdale Strikers (2011)
Fort Lauderdale Strikers is een voormalige Amerikaanse voetbalclub uit Fort Lauderdale. De club werd als Miami FC uit Miami in 2006 opgericht en speelde zijn wedstrijden in het blauw.
De club kwam in 2011 uit in de North American Soccer League. De naam van de club werd in februari dat jaar veranderd in Fort Lauderdale Strikers en ook de tenues werden aangepast. De club speelde destijds in het Tropical Park Stadium, dat plaats biedt aan 7.000 toeschouwers. De meeste thuiswedstrijden werden gespeeld in het Lockhart Stadium in Fort Lauderdale, ook speelde de club in het Tropical Park Stadium in Olympia Heights, de Miami Orange Bowl in Miami en het FIU Stadium op de campus van de Florida International University.

## Bekende spelers
- Romário de Souza Faria